# Žagrović
Žagrović – wieś w Chorwacji, w żupanii szybenicko-knińskiej, w mieście Knin. W 2011 roku liczyła 637 mieszkańców.